# 安川交二
安川 交二（やすかわ こうじ）は、日本の情報通信工学者。大阪工業大学電子情報通信工学科元教授・電子クラブ2006幹事。工学博士（大阪大学）。情報通信研究機構(NICT)高度通信・放送研究開発委託研究評価委員会2014日本側評価委員。元国際電気通信基礎技術研究所(ATR)光電波通信研究所無線通信第1研究室長。
専門は、情報通信ネットワーク、回路網理論・電磁波工学。

## 略歴
1970年大阪大学工学部通信工学科卒業。1975年同大学大学院工学研究科通信工学専攻博士課程修了、工学博士（大阪大学）。KDD（現：KDDI）研究所でアンテナ・伝送工学の研究に携わる。1985年国際電気通信基礎技術研究所(ATR)設立準備会を経て、ATR光電波通信研究所無線通信第1研究室長となり、衛星間通信等の研究に従事。1990年KDD研究所主幹研究員。同社グローバルマルチメディア推進室担当次長などを経て、2003年大阪工業大学工学部電子情報通信工学科（現：電子情報システム工学科）教授。2006年電子クラブ幹事。2013年大阪工業大学退官。
大阪工業大学工学部電子情報通信工学科（のちの、電子情報システム工学科）で約10年に渡り教鞭を執り、特に電子工学と情報通信工学の融合および、同学科と国際電気通信基礎技術研究所(ATR)との研究連携に貢献した。
主な所属学会は、電子情報通信学会、IEEEなど。

## 主な研究
- 高速無線通信システムの構築に関する基礎研究
- xDSLおよびCATVアクセスに関する研究
- RoFを活用した地域WiMAXシステムによるデジタルデバイド解消の提案[5]
- ソフトウェア無線ネットワークにおけるRoF遍在アンテナへのMIMO適用による伝送速度改善の実験的確認
- 変調方式とそれを用いた無線中継装置およびネットワークシステム
- 高速IP通信ネットワークと音声情報処理(VOIP)および移動体通信に関する研究
- 広帯域無線信号の一括光伝送による放送・通信の融合に関する研究 - 大阪大学・国際電気通信基礎技術研究所(ATR)との共同研究[6]